# Winthemia rufonotata
Winthemia rufonotata är en tvåvingeart som först beskrevs av Jacques-Marie-Frangile Bigot 1889.  Winthemia rufonotata ingår i släktet Winthemia och familjen parasitflugor.
Artens utbredningsområde är Arizona. Inga underarter finns listade i Catalogue of Life.